# Jardim Liberdade (Goiânia)
Jardim Liberdade é um bairro da cidade brasileira de Goiânia, localizado na região noroeste do município.
O bairro surgiu como um loteamento de segunda etapa da Vila Mutirão e foi aprovado por decreto pelo Instituto Nacional de Colonização e Reforma Agrária (INCRA) em setembro de 1987. O Jardim Liberdade foi um dos bairros surgidos na região noroeste por iniciativa governamental de abrigar populações de baixa renda.
Segundo dados do Instituto Brasileiro de Geografia e Estatística (IBGE), divulgados pela prefeitura, no Censo 2010 a população do bairro Jardim Liberdade era de 3 248 pessoas.
Possui um Centro Municipal de Educação Infantil Marcia Lorena.